# Thalitter
Thalitter ist ein Ortsteil der Gemeinde Vöhl, im Tal der Itter in der Nähe des Edersees im nordhessischen Landkreis Waldeck-Frankenberg.

## Geschichte

### Urgeschichte
Eine Ansammlung von Hügelgräbern zwischen Thalitter und Herzhausen zeugt von einer Besiedlung der Gegend schon in urgeschichtlicher Zeit. Die älteste erhaltene Erwähnung von Itter als Itra stammt aus dem 11. Jahrhundert. Dabei ist nicht klar, ob sich diese auf Thalitter oder Dorfitter bezieht. Erst 1586 wird Thalitter als Thal Itter selbst erwähnt.

### Die Itterburg
In der Nähe des Dorfes befindet sich die Ruine der 1126 als Haupthof „Ittera“ im Ittergau erstmals erwähnten Itterburg. Besitzer waren die Herren von Itter. Im Jahr 1058 wird ein Wirheraldus von Itter genannt, der vermutlich bei Obernburg die Obere Burg, den ersten Stammsitz seines Geschlechts, errichtete. 1356 wurde der letzte Herr von Itter erstochen (siehe Itter Adelsgeschlecht, Zweites Haus). Ein Zweig der Familie Wolff von Gudenberg wurde danach mit der Itterburg und der Herrschaft Itter pfandweise belehnt und nannte sich nunmehr „Wolff von Gudenberg zu Itter“.
1815 kaufte der in der Schweiz lebende, 1809 abgesetzte ehemalige König von Schweden, Gustav IV. Adolf, die Ruine der Itterburg und nannte sich nunmehr zeitweise Herr oder auch Graf von Itterburg. Sein Sohn, der österreichische Feldmarschallleutnant Gustav Prinz von Wasa, war ab 1837 Eigentümer der Itterburg.
1951 erwarb die Gemeinde das Gelände der Itterburg (ca. 8 ha) für 18.000 DM.

### Steuerburg
Ebenfalls in der Gemarkung von Thalitter, etwa 800 m nordnordöstlich des Dorfs auf dem Dietrichsberg, befinden sich die Reste der Steuerburg, die ursprünglich ein Vorwerk der Itterburg war.

### Bergkirche

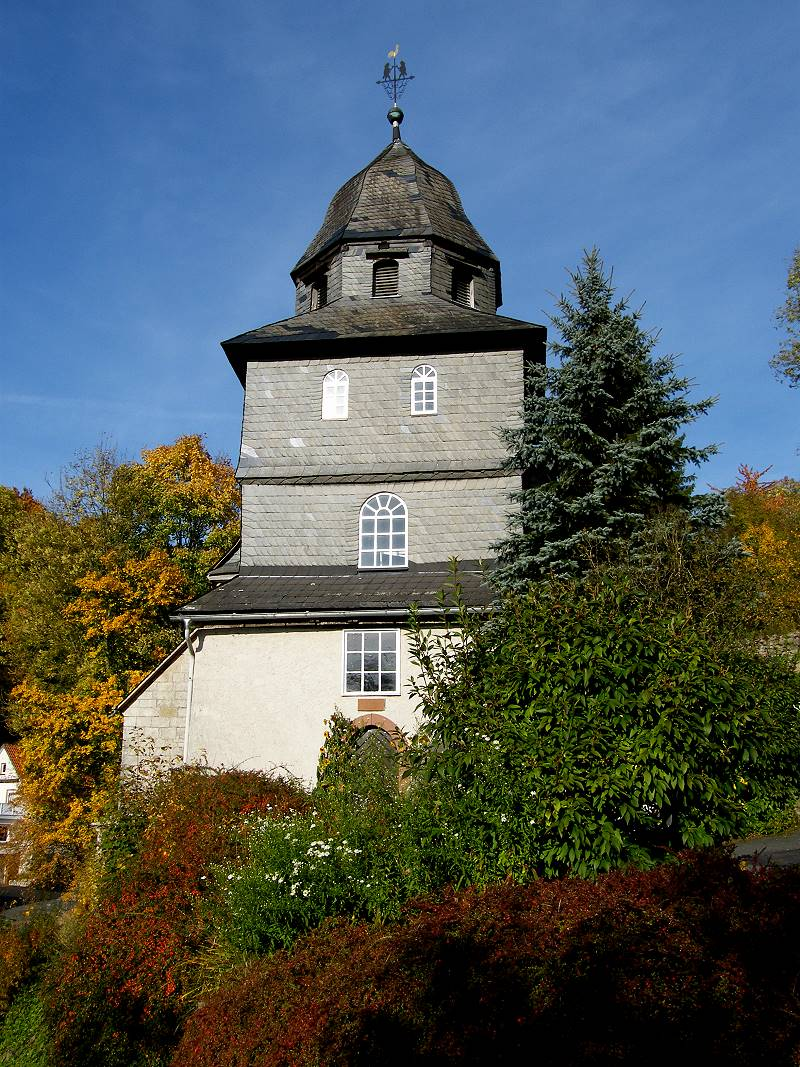
Bergkirche Thalitter

Um 1285 stifteten die Herren von Itter eine Kreuzkapelle, die zum Bistum Mainz, der Ort aber kirchlich zum Bistum Paderborn gehörte. 1353 fiel die Kapelle an die Pfarrei Obernburg und Thalitter und teilte weitgehend deren Geschichte. Die Kapelle wurde im Dreißigjährigen Krieg zerstört, ab 1660 weitgehend neu aufgebaut und 1663 neu geweiht.
In den Jahren 1715–16 wurde anstelle der Bartholomäuskapelle der Herren von Itter durch den Oberberginspektor Ludwig Balthasar Müller und die Berggewerkschaft und Knappschaft die heute noch vorhandene Bergkirche errichtet. Zwei der drei Glocken tragen Inschriften, mit denen Müller sich in die Ortsgeschichte einschrieb. Müller starb 1746 und wurde neben seiner 1730 verstorbenen Ehefrau Ursula Marianne in der Bergkirche beigesetzt. An ihn und seine Ehefrau erinnern eine kupferne Grabplatte vor dem Altar und ein Ölgemälde im Kirchenschiff aus dem Jahr 1730.

### Kupferbergbau
Von 1709 bis 1868 wurde Kupferbergbau mit einer eigenen Kupferhütte betrieben, was Thalitter zu einer wohlhabenden „freien Bergstadt“ mit entsprechenden Rechten machte, wobei die Itter das Dorf von der Bergfreiheit trennte. Noch heute sind einige der alten aufgegebenen Stollen und Schächte vorhanden. Der erste Schacht wurde 1709/10 in der Appelau zwischen Thalitter und Dorfitter von Ludwig Balthasar Müller angelegt, der dann vom Landgrafen als Berginspektor, später als Oberberginspektor eingesetzt wurde. Dem folgten die Anlage weiterer Stollen und Schächte in der Gemarkung von Thalitter und der Bau einer Kupferhütte im Jahre 1712. 1715 erhielt Thalitter ein Bergamt, geleitet von Ludwig Balthasar Müller.

### Itter-Taler
Der Itter-Taler war eine Ausbeutemünze, die im Jahre 1714 zu Ehren und zur Bereicherung des Landgrafen geprägt wurde, als sich das Kupferbergwerk freigebaut hatte und den Zehnten entrichten konnte. Auf der einen Seite war die Umgebung des Bergwerks mit der Aufschrift „Gott hat seinen reichen Segen in dich, Itter, wollen legen“, auf der anderen das Brustbild des regierenden Landgrafen Ernst Ludwig geprägt.

### Bahnstrecke
Ab 1900 war die durch Thalitter führende Eisenbahnlinie Korbach–Frankenberg mit einem 93 m und einem 200 m langen Tunnel in Betrieb. Zwischenzeitlich im Personenverkehr aufgegeben halten im Haltepunkt Vöhl-Thalitter seit dem 11. September 2015 wieder Personenzüge. Die Linie verbindet Brilon und Korbach über Thalitter mit Frankenberg (Eder) und Marburg (Lahn). In Korbach besteht Anschluss nach Kassel.

### Verwaltungsgeschichte
Thalitter gehörte zunächst zur Landgrafschaft Hessen, seit 1806 zum Großherzogtum Hessen. Dort lag es in dessen Provinz Oberhessen. Nach Auflösung der Ämter im Großherzogtum 1821 gehörte es zum Landratsbezirk Vöhl und zum Bezirk des Landgerichts Vöhl. Die Gemeinde gehörte zu den Landesteilen, die das Großherzogtum nach dem verlorenen Krieg von 1866 mit dem Friedensvertrag vom 3. September 1866 an Preußen abtreten musste. Dort wurde es dem Landkreis Frankenberg und dem Amtsgericht Vöhl zugeordnet.
Am 1. Februar 1971 fusionierten im Zuge der Gebietsreform in Hessen zunächst die Gemeinden Dorfitter, Thalitter und Herzhausen freiwillig zur neuen Gemeinde Ittertal. Am 1. Januar 1974 wurde die Gemeinde Ittertal kraft Landesgesetz mit Hessenstein (bestehend aus den ehemaligen Gemeinden Buchenberg, Ederbringhausen, Harbshausen, Kirchlotheim, Niederorke, Oberorke und Schmittlotheim), Marienhagen, Obernburg und Vöhl zur neuen Großgemeinde Vöhl zusammengeschlossen. Verwaltungssitz der Gemeinde ist der Ortsteil Vöhl. Für alle ehemals eigenständigen Gemeinden von Vöhl wurden Ortsbezirke mit Ortsbeirat und Ortsvorsteher nach der Hessischen Gemeindeordnung gebildet.
Verwaltungsgeschichte im Überblick
Die folgende Liste zeigt die Staaten und Verwaltungseinheiten, denen Thalitter angehört(e):
- vor 1356: Heiliges Römisches Reich, Herrschaft Itter
- 1356–1590: Heiliges Römisches Reich, Landesherrschaft strittig zwischen Landgrafschaft Hessen, Kurmainz und Grafschaft Waldeck, Herrschaft Itter
- ab 1585: Heiliges Römisches Reich, Landgrafschaft Hessen-Marburg, Herrschaft Itter
- 1604–1648: Heiliges Römisches Reich, strittig zwischen Hessen-Kassel und Hessen-Darmstadt (Hessenkrieg)[11]
- ab 1604: Heiliges Römisches Reich, Landgrafschaft Hessen-Kassel, Amt Herrschaft Itter
- ab 1627: Heiliges Römisches Reich, Landgrafschaft Hessen-Darmstadt, Amt Herrschaft Itter[12][13]
- ab 1806: Großherzogtum Hessen,[Anm. 2] Fürstentum Oberhessen (1803–1816), Amt Herrschaft Itter[14]
- ab 1816: Großherzogtum Hessen, Provinz Oberhessen, Amt Herrschaft Itter[15]
- ab 1821: Großherzogtum Hessen, Provinz Oberhessen, Landratsbezirk Vöhl[Anm. 3]
- ab 1848: Großherzogtum Hessen, Regierungsbezirk Biedenkopf
- ab 1852: Großherzogtum Hessen, Provinz Oberhessen, Kreis Vöhl
- ab 1867: Königreich Preußen,[Anm. 4] Provinz Hessen-Nassau, Regierungsbezirk Kassel, Kreis Frankenberg[13]
- ab 1871: Deutsches Reich, Königreich Preußen, Provinz Hessen-Nassau, Regierungsbezirk Kassel, Kreis Frankenberg
- ab 1918: Deutsches Reich, Freistaat Preußen, Provinz Hessen-Nassau, Regierungsbezirk Kassel, Kreis Frankenberg
- ab 1944: Deutsches Reich, Freistaat Preußen, Provinz Kurhessen, Landkreis Frankenberg
- ab 1945: Deutsches Reich, Amerikanische Besatzungszone,[Anm. 5] Groß-Hessen, Regierungsbezirk Kassel, Landkreis Frankenberg
- ab 1946: Deutsches Reich, Amerikanische Besatzungszone, Hessen, Regierungsbezirk Kassel, Landkreis Frankenberg
- ab 1949: Bundesrepublik Deutschland, Hessen, Regierungsbezirk Kassel, Landkreis Frankenberg
- ab 1972: Bundesrepublik Deutschland, Hessen, Regierungsbezirk Kassel, Landkreis Frankenberg, Gemeinde Ittertal
- ab 1974: Bundesrepublik Deutschland, Hessen, Regierungsbezirk Kassel, Landkreis Waldeck-Frankenberg, Gemeinde Vöhl

## Bevölkerung

### Einwohnerstruktur 2011
Nach den Erhebungen des Zensus 2011 lebten am Stichtag dem 9. Mai 2011 in Thalitter 318 Einwohner. Darunter waren 12 (3,8 %) Ausländer. Nach dem Lebensalter waren 33 Einwohner unter 18 Jahren, 129 waren zwischen 18 und 49, 87 zwischen 50 und 84 und 72 Einwohner waren älter. Die Einwohner lebten in 150 Haushalten. Davon waren 51 Singlehaushalte, 45 Paare ohne Kinder und 39 Paare mit Kindern, sowie 12 Alleinerziehende und keine Wohngemeinschaften. In 27 Haushalten lebten ausschließlich Senioren und in 96 Haushaltungen leben keine Senioren.

### Einwohnerentwicklung
Quelle: Historisches Ortslexikon
- 1585: 12 Haushaltungen
- 1629: 14 Haushaltungen
- 1742: 11 Haushaltungen
- 1791: 322 Einwohner[17]
- 1800: 341 Einwohner[18]
- 1806: 283 Einwohner, 60 Häuser[14]
- 1829: 394 Einwohner, 59 Häuser[19]

| Thalitter: Einwohnerzahlen von 1791 bis 2014 | Thalitter: Einwohnerzahlen von 1791 bis 2014 | Thalitter: Einwohnerzahlen von 1791 bis 2014 | Thalitter: Einwohnerzahlen von 1791 bis 2014 | Thalitter: Einwohnerzahlen von 1791 bis 2014 |
| --- | -------------------------------------------- | -------------------------------------------- | -------------------------------------------- | -------------------------------------------- |
| Jahr |                                              |                                              |                                              | Einwohner                                    |
| 1791 | 1791                                         |                                              | 322                                          | 322                                          |
| 1800 | 1800                                         |                                              | 341                                          | 341                                          |
| 1806 | 1806                                         |                                              | 283                                          | 283                                          |
| 1829 | 1829                                         |                                              | 394                                          | 394                                          |
| 1834 | 1834                                         |                                              | 389                                          | 389                                          |
| 1840 | 1840                                         |                                              | 459                                          | 459                                          |
| 1846 | 1846                                         |                                              | 423                                          | 423                                          |
| 1852 | 1852                                         |                                              | 386                                          | 386                                          |
| 1858 | 1858                                         |                                              | 345                                          | 345                                          |
| 1864 | 1864                                         |                                              | 327                                          | 327                                          |
| 1871 | 1871                                         |                                              | 269                                          | 269                                          |
| 1875 | 1875                                         |                                              | 278                                          | 278                                          |
| 1885 | 1885                                         |                                              | 299                                          | 299                                          |
| 1895 | 1895                                         |                                              | 316                                          | 316                                          |
| 1905 | 1905                                         |                                              | 277                                          | 277                                          |
| 1910 | 1910                                         |                                              | 301                                          | 301                                          |
| 1925 | 1925                                         |                                              | 300                                          | 300                                          |
| 1939 | 1939                                         |                                              | 321                                          | 321                                          |
| 1946 | 1946                                         |                                              | 480                                          | 480                                          |
| 1950 | 1950                                         |                                              | 436                                          | 436                                          |
| 1956 | 1956                                         |                                              | 403                                          | 403                                          |
| 1961 | 1961                                         |                                              | 416                                          | 416                                          |
| 1967 | 1967                                         |                                              | 459                                          | 459                                          |
| 2011 | 2011                                         |                                              | 318                                          | 318                                          |
| 2014 | 2014                                         |                                              | 329                                          | 329                                          |
| Datenquelle: Historisches Gemeindeverzeichnis für Hessen: Die Bevölkerung der Gemeinden 1834 bis 1967. Wiesbaden: Hessisches Statistisches Landesamt, 1968. Weitere Quellen: Gemeinde Vöhl; Zensus 2011 |                                              |                                              |                                              |                                              |

### Historische Religionszugehörigkeit
| • 1885: | 299 evangelische (= 99,67 %), ein katholischer (= 0,33 %) Einwohner |
| • 1961: | 370 evangelische (= 88,94 %), 57 katholische (= 10,85 %) Einwohner  |

## Sehenswürdigkeiten
- Die Ruine der Itterburg nordöstlich oberhalb des Dorfs
- Das Große Haus
- Die Bergkirche

## Ortsbild

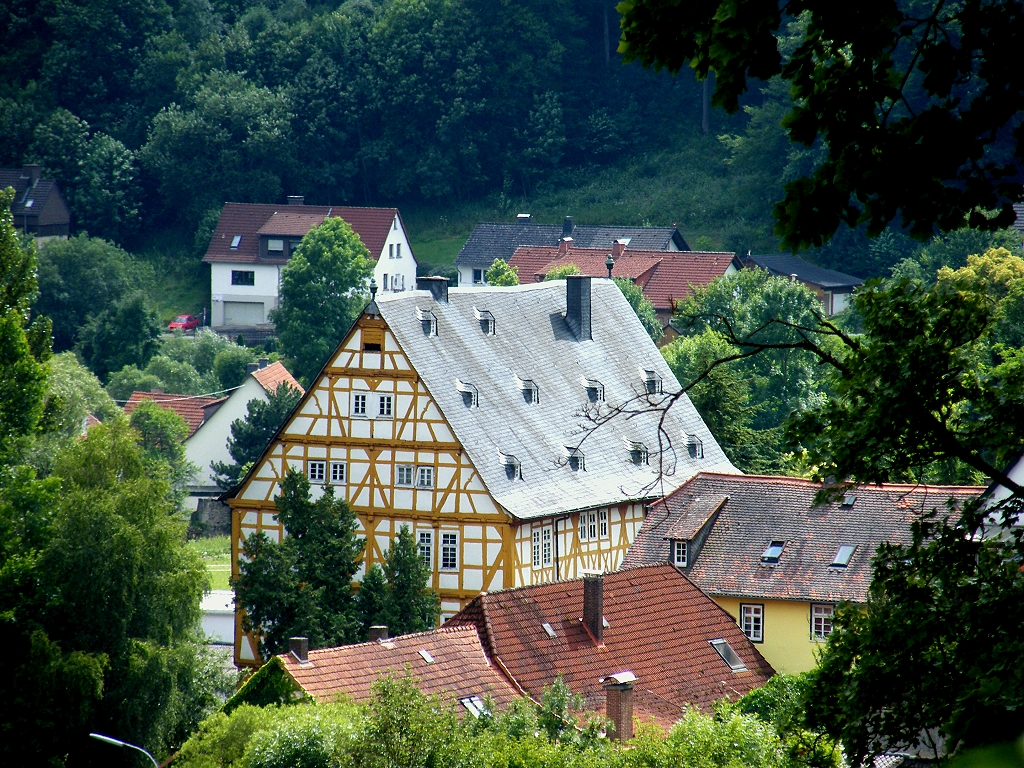
Das „Große Haus“, ehem. Bergamt, in Thalitter, Blick von der Itterburg

Das Ortsbild wird noch heute durch zahlreiche Fachwerkhäuser geprägt. Eines dieser Gebäude sticht besonders hervor, es handelt sich um das dreistöckige „Große Haus“, vermutlich für den Landgrafensohn Georg III. (1632–1676) von Hessen-Darmstadt, der die Herrschaft Itter von 1661 bis zu seinem Tod als Paragium besaß, als Gutshaus und Jagdschloss erbaut. Georg starb noch vor Abschluss der Bauarbeiten und die Herrschaft Itter fiel an die Hauptlinie Hessen-Darmstadt zurück. Ob das Haus jemals als Jagdschloss genutzt wurde, ist nicht gesichert. Von 1718 bis 1868 war es als landgräfliches bzw. großherzogliches Bergamtsgebäude zugleich der Sitz des Berginspektors.